# Nodocepheus baloghi
Nodocepheus baloghi är en kvalsterart som beskrevs av Sandór Mahunka 1983. Nodocepheus baloghi ingår i släktet Nodocepheus och familjen Nodocepheidae. Inga underarter finns listade i Catalogue of Life.